# Ward De Ravet
Edward Philippe Pierre (Ward) De Ravet (Antwerpen, 1 juni 1924 – aldaar, 6 maart 2013) was een Vlaams acteur.

## Levensloop
De Ravet studeerde in 1949 af aan Herman Teirlincks Studio van het Nationaal Toneel, waar hij behoorde tot de eerste leerlingen, met Bert Struys (1948), gevolgd in 1949 door onder anderen Tone Brulin, Jef Burm, Roger Coorens, Ketty Van de Poel en Dora van der Groen.
Hij was een eerste maal gehuwd met de KNS-actrice Fanny Winkeler (overleden in 1985). De Ravet was voor het seizoen 1949-50 verbonden aan het gezelschap van de Brusselse Koninklijke Vlaamse Schouwburg (16 rollen) en van 1950 tot 1967 aan het gezelschap van de Koninklijke Nederlandse Schouwburg van Antwerpen, daarna aan het Dramatisch Gezelschap van de BRT; hij heeft daarnaast een lange film- en televisiecarrière.
In 1995 werd hij door de Snorrenclub Antwerpen tot "Snor van het Jaar" verkozen.
De Ravet overleed op 6 maart 2013. Zijn uitvaart vond plaats op 14 maart in Wilrijk en de asverstrooiing vond later in intieme kring plaats op de begraafplaats van Sint-Antonius in Zoersel.

## Rollen (selectie)
- De getemde feeks (Shakespeare, KNS 1950-51)
- Don Quichotte op de Bruiloft van Kamacho (Pieter Langendijk, KNS 1951-52)
- De Kamer waarin wij leven (Graham Greene, KNS 1955-56)
- De Regenmaker (N. Richard Nash, KNS 1955-56)
- Peer Gynt (Henrik Ibsen, KNS 1955-56)
- De Schrijfmachine (Jean Cocteau, KNS 1955-56)
- Wat doen we met de liefde? (film, 1957)
- De kersentuin (Anton Tsjechov, KNS 1957-58)
- Topaze (Marcel Pagnol, KNS 1957-58)
- Suiker (Hugo Claus, KNS 1958-59)
- Waarom lieg je cherie? (Lengsfelder & Fisch, KNS 1958-59)
- In de schaduw van de raven (Mark Tralbaut, KNS 1959-60)[3]
- Moeder Courage (Bertolt Brecht, KNS 1959-60)
- Appartement te huur (Jozef van Hoeck, KNS 1961-62)
- Het teken van het vuur (Diego Fabbri, KNS 1961-62)
- Veel drukte om niets (Shakespeare, KNS 1964-65)
- Othello (Shakespeare, KNS 1964-65)
- Zoo of de menslievende moordenaar (Vercors, KNS 1964-65)
- Tartuffe (Molière, KNS 1964-65)
- Tramlijn Begeerte (Tennessee Williams, KNS 1964-65)
- Het grote oor (Pierre-Aristide Bréal, KNS 1964-65)
- De Bromberen (Carlo Goldoni, KNS 1965-66)
- De Wals van de Toreadors (Jean Anouilh, KNS 1965-66)
- Kapitein Zeppos (jeugdfeuilleton, BRT 1964)
- Johan en de Alverman (jeugdfeuilleton, BRT 1965)
- De ingebeelde zieke (Molière, KNS 1966-67)
- Het Verjaardagsfeest (Harold Pinter, BRT-TV 1966-67)
- Purper Stof (Sean O'Casey, KNS 1967-68)¨
- In wankel Evenwicht (Edward Albee, KNS 1967-68)
- De Prijs (Arthur Miller, als gast in KNS 1968-69)
- Fabian van Fallada (jeugdfeuilleton, BRT 1969)
- Mira (Film van Fons Rademakers) (1971)
- Het zwaard van Ardoewaan (jeugdfeuilleton, BRT 1972)
- Malpertuis (film van Harry Kümel) (1972-1973)
- Help! De dokter verzuipt... (film van Nikolai van der Heyde (1974)
- De danstent (1976)
- De komst van Joachim Stiller (BRT-AVRO 1976)
- Slisse & Cesar (Jos Gevers/Jeroom Verten, BRT 1977)
- De Paradijsvogels (Gaston Martens/Marc de Bie, feuilleton, BRT 1979)
- Slachtvee (1979)
- Het leven dat wij droomden (Robbe De Hert, BRT 1982)
- Het beest (Paul Collet, 1982)
- De burgemeester van Veurne (Georges Simenon/Johan Boonen, BRT 1984)
- Jan zonder Vrees (1984)
- Het Pleintje (1986)
- Een mens van goede wil (Gerard Walschap, BRT 1986)
- Commissaris Roos (VTM 1990 + 1992)
- De bossen van Vlaanderen (1991)
- De man van La Mancha (Dale Wasserman, Koninklijk Ballet van Vlaanderen, 1993)
- Wittekerke VTM (Jef) 1993-1994
- Plop in de Wolken (2000)